# George Wendt
Pour les articles homonymes, voir Wendt.
George Wendt, de son nom complet George Robert Wendt, né le 17 octobre 1948 à Chicago (Illinois) et mort le 20 mai 2025 à Studio City (Californie), est un acteur et producteur américain.

## Biographie

### Débuts
George Wendt est né le 17 octobre 1948 à Chicago dans l'Illinois aux États-Unis.

### Vie privée
Marié en 1978 à l'actrice Bernadette Birkett, George Wendt a cinq enfants :
- Joe Wendt
- Daniel Wendt
- Hilary Wendt
- Joshua Birkett
- Andrew Birkett

## Filmographie

### Comme acteur

#### Cinéma

##### Années 1980
- 1980 : Quelque part dans le temps (Somewhere in Time) de Jeannot Szwarc : étudiant
- 1980 : My Bodyguard de Tony Bill : ingénieur de l'Hôtel
- 1982 : Jekyll and Hyde... Together Again de Jerry Belson : homme blessé
- 1982 : Y a-t-il enfin un pilote dans l'avion ? (Airplane II: The Sequel) de Ken Finkleman : agent de la billeterie
- 1984 : Voleur de désirs (Thief of Hearts) de Douglas Day Stewart : Marty Morrison
- 1984 : Dreamscape de Joseph Ruben : Charlie Prince
- 1984 : Pris sur le vif (No Small Affair) de Jerry Schatzberg : Jake
- 1985 : Fletch aux trousses (Fletch) de Michael Ritchie : Gros Sam
- 1986 : House de Steve Miner : Harold Gorton
- 1986 : Gung Ho, du saké dans le moteur de Ron Howard : Buster
- 1988 : Plain Clothes de Martha Coolidge : Chet Butler
- 1988 : Never Say Die : M. Witten

##### Années 1990
- 1990 : Masters of Menace de Daniel Raskov : Dr Jack Erheart
- 1991 : La Liste noire (Guilty by Suspicion) de Irwin Winkler : Bunny Baxter
- 1992 : Forever Young de Steve Miner : Harry Finley
- 1993 : Dangerous: The Short Films (vidéo) : Père ('Black or White' video)
- 1994 : Les Chenapans (The Little Rascals) de Penelope Spheeris : Lumberyard Clerk
- 1995 : Le Maître des lieux (Man of the House) de James Orr : Chet Bronski (Chief Running Horse)
- 1996 : Space Truckers de Stuart Gordon : Keller
- 1997 : The Lovemaster : thérapeute
- 1997 : Spice world - Le film (Spice World) de Bob Spiers : Martin Barnfield
- 1998 : Anarchy TV : Abbey Archer
- 1998 : Denis la Malice sème la panique (Dennis the Menace Strikes Again!) (vidéo) de Jeffrey Reiner : agent de police
- 1998 : Rupert's Land (en) : Ivan Bloat
- 1999 : Les années lycée (Outside Providence) de Michael Corrente : Joey

##### Années 2000
- 2000 : Lakeboat : First Mate Collins
- 2000 : Garage: A Rock Saga : The Pitching Coach
- 2000 : Manigance (The Prime Gig) : Archie
- 2000 : Wild About Harry : Frankie
- 2002 : Teddy Bears' Picnic de Harry Shearer : général Edison 'Pete' Gerberding* 2003 : My Dinner with Jimi : Bill Uttley
- 2003 : King of the Ants de Stuart Gordon : Duke Wayne
- 2005 : Edmond de Stuart Gordon : type du Pawn shop
- 2005 : Kids in America de Josh Stolberg (en) : Coach Thompson
- 2005 : The Life Coach : George
- 2007 : LA Blues : Mickey
- 2007 : Saturday Morning : Harold
- 2008 : Bryan Loves You : M. Flynn
- 2009 : Super Kids de R. Michael Givens : Corporate Executive n° 1
- 2009 : Les copains fêtent Noël (Santa Buddies) de Robert Vince (vidéo) : Santa Claus

##### Années 2010
- 2016 : Wake Up America! : Richard
- 2017 : Sandy Wexler de Steven Brill : Testimonial
- 2018 : The Independents : Eduardo
- 2019 : Grand-Daddy Day Care : Big Lou
- 2019 : Bliss : Pops
- 2019 : The Climb de Michael Angelo Covino : Jim
- 2019 : J'ai perdu mon corps de Jérémy Clapin : Gigi (version anglaise, voix)
- 2019 : VFW : Thomas Zabriski
- 2019 : Aliens, Clowns & Geeks : père Mahoney

##### Années 2020
- 2020 : Stealing a Survivor : Mister Martin

##### Courts-métrages
- 1980 : The Gift of the Magi : épicier
- 1989 : Cranium Command : Stomach
- 2001 : Prairie Dogs : acteur
- 2001 : Odessa or Bust : The Chef
- 2001 : The Gift of the Magi : Shopkeeper
- 2005 : As Seen on TV : Donald
- 2007 : Imperfect Union : Duke
- 2018 : Dream Flight : Randall
- 2018 : Dr. Sugar : Marvin Saccharine
- 2018 : The Deadbeat : The Great Kazoo
- 2019 : Eddie's : The Captain
- 2019 : Thank You Kindly : Bradley Walden (voisin)

#### Télévision

##### Téléfilms
- 1980 : Avery Schreiber Live from the Second City
- 1983 : Journey's End
- 1983 : Likely Stories, Vol. 4 : Wary Witness
- 1983 : Garfield on the Town (en) : Ràoul (voix)
- 1984 : Garfield in the Rough (en) : Ranger no 2 (voix)
- 1984 : The Ratings Game : M. Sweeney
- 1988 : Mickey's 60th Birthday : Norm Peterson
- 1994 : Hostage for a Day : Warren Kooey
- 1995 : Shame II: The Secret : Mac
- 1995 : Bye Bye Birdie : Harry MacAfee
- 1996 : Alien Avengers : Charlie
- 1997 : The Price of Heaven : Sam
- 1998 : Alien Avengers II : Charlie
- 1999 : Alice au pays des merveilles (Alice in Wonderland) : Fred Tweedledee
- 1999 : Une niche pour deux (The Pooch and the Pauper) : Sheldon Sparks
- 2001 : A la recherche de la vérité (My Beautiful Son) de Paul Seed : Howard
- 2001 : Robertson's Greatest Hits : Tom Robertson
- 2006 : La Fille du Père Noël (Santa Baby) : Santa Klaus
- 2007 : Larry the Cable Guy's Christmas Spectacular : Santa Claus
- 2008 : Assurance suicide (Clean Break) : Chuck
- 2012 : L'Amour fait sa loi (The Seven Year Hitch) : M. Henderson
- 2012 : Une seconde chance pour Noël (A Christmas Wedding Date) : le père Noël
- 2012 : Beau-père Noël (Merry In-Laws) : M. Claus
- 2017 : Ma fille, accusée de meurtre (Mommy, I Didn't Do It) : J. D. Pierce
- 2018 : The Greatest American Hero : Bob Rice
- 2019 : Noël à la une (Christmas 9 to 5) de Jill Carter : Manny O'Quinn

##### Séries télévisées
- 1981 : Pour l'amour du risque (saison 2, épisode 9) : sergent Tate
- 1981 : Soap (saison 4, épisode 15) : Counterman
- 1981 : Taxi (saison 3, épisode 20) : l'exterminateur
- 1982 : Alice (saison 6, épisode 22) : Monty
- 1982 : Making the Grade : Gus Bertoia
- 1982 : M.A.S.H (saison 11, épisode 2) : Pvt. La Roche
- 1982-1993 : Cheers : Norm Peterson
- 1985 : Hôpital St. Elsewhere (saison 3, épisode 24) : Norm Peterson
- 1986 : La cinquième dimension (saison 2, épisode 4) : Barney Schlesinger
- 1987 : The Tortellis (saison 1, épisode 3) : Norm Peterson
- 1989 : Day by Day (saison 2, épisode 13) : Stan
- 1990 : Le Monde merveilleux de Disney (saison 34, épisode 15) : Norm Peterson
- 1990 : Wings (saison 2, épisode 2) : Norm Peterson
- 1991 : Les contes de la crypte (saison 3, épisode 7) : M. Crosswhite
- 1992 : Roc (saison 1, épisode 17) : Stan Mason
- 1992 : Seinfeld (saison 4, épisode 1) : George Wendt
- 1993 : Bob (saison 1, épisode 16) : George Wendt
- 1993 : The Building (saison 1, épisode 3) : Cappucino Guy
- 1994 : The Larry Sanders Show (saison 3, épisode 6) : lui-même
- 1994 : Les Simpson (saison 6, épisode 11) : Norm Peterson (voix)
- 1995 : Columbo (Une étrange association (Strange Bedfellows) : Graham McVeigh
- 1995 : The George Wendt Show : George Coleman
- 1996 : Spin City (saison 1, épisode 8) : Dan Donaldson
- 1997 : Une fille à scandales (The Naked Truth) : Les Polonsky
- 2000 : The List : Guest Host
- 2000 : Madigan de père en fils : Carl
- 2001-2002 : Sabrina, l'apprentie sorcière : Mike Shelby
- 2002 : Becker (saison 4, épisode 14) : Frank
- 2002 : Frasier (saison 9, épisode 21) : Norm Peterson
- 2004 : Rock Me, Baby (saison 1, épisode 14) : Monty
- 2004 : Une famille du tonnerre (saison 4, épisodes 7 & 8) : Ed
- 2004 : House of Dreams : hôte
- 2006 : Modern Men : Tug Clarke
- 2006 : Masters of Horror (saison 2, épisode 2) : Harold Thompson
- 2007 : The Green Green Grass (saison 3, épisode 8) : Cliff Cooper
- 2010 : Cubed (saison 1, épisode 20) : lui-même
- 2010 : Less Than Kind (saison 2, épisode 8) : Tiny
- 2010 : Ghost Whisperer (saison 5, épisode 22) : George le plombier
- 2010 : The Stay-At-Home Dad: Gerard Gold
- 2011 : Hot in Cleveland (saison 2, épisode 11) : Yoder
- 2011 : La loi selon Harry (saison 2, épisode 7) : Franklin Chickory
- 2012 : Tatami Academy (saison 2, épisode 22) : oncle Blake
- 2013 : Portlandia (saison 3, épisode 6) : George Heely
- 2014 : Kirstie (saison 1, épisode 10) : Duke
- 2014 : Verdene and Gleneda (mini-série, épisode 6) : Oncle Beanie
- 2014 : Franklin & Bash (saison 4, épisode 7) : Henry 'Hank' Shae
- 2015 : Clipped (mini-série) : Buzzy
- 2016 : Childrens Hospital (saison 7, épisode 7) : gouverneur Jasper Ruth
- 2018 : Bienvenue chez les Huang (saison 5, épisode 3) : Harv
- 2019 : Your Pretty Face Is Going to Hell (saison 4, épisode 2) : Famine
- 2019 : Les Goldberg (saison 7, épisode 3) : Ned Frank

#### Clip vidéo
- 1991 : Black or White (clip de la chanson de Michael Jackson) : Père

### Comme producteur
- 2003 : King of the Ants